# Audelange
Audelange é uma comuna francesa na região administrativa de Borgonha-Franco-Condado, no departamento de Jura. Estende-se por uma área de 4,64 km². Em 2010 a comuna tinha 276 habitantes (densidade: 59,5 hab./km²).